# 14 Dywizja Kawalerii (Imperium Rosyjskie)

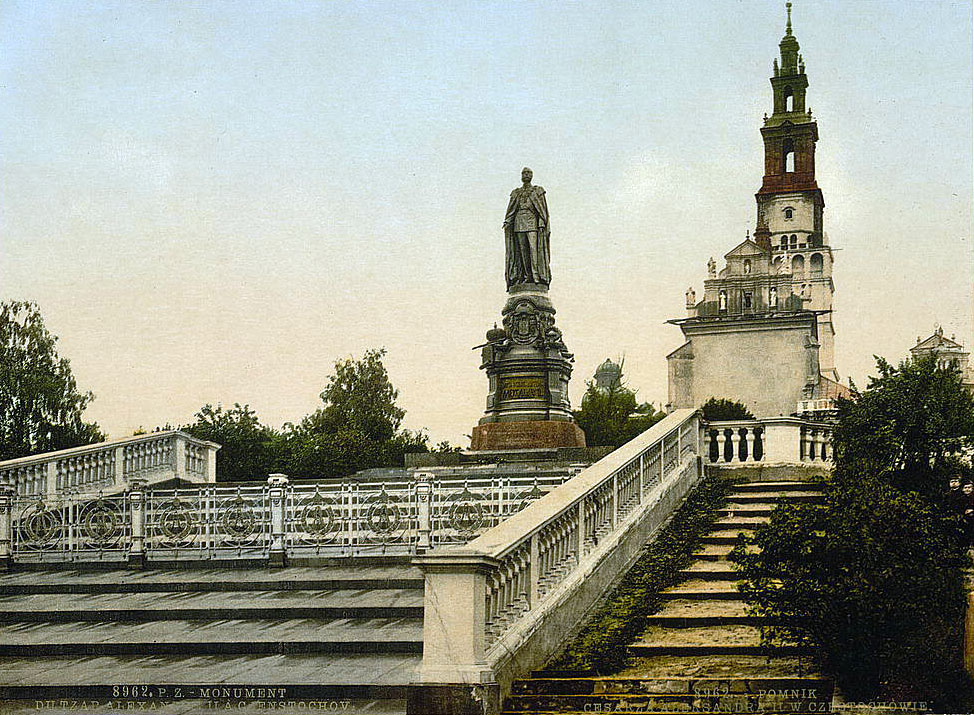
Pomnik Aleksandra II w Częstochowie

14 Dywizja Kawalerii (ros. 14-я кавалерийская дивизия) – dywizja kawalerii Imperium Rosyjskiego, w tym okresu działań zbrojnych I wojny światowej.
Wchodziła w skład 14 Korpusu Armijnego a jej sztab w 1914 mieścił się w Częstochowie.

## Struktura organizacyjna
Organizacja w 1914
- 1 Brygada Kawalerii (Kalisz)
  - 14 Małorosyjski pułk dragonów (Kalisz)
  - 14 Jamburgski pułk ułanów (Kielce)
- 2 Brygada Kawalerii (Częstochowa)
  - 14 Mitawski pułk huzarów (Częstochowa)
  - 14 pułk Kozaków Dońskich (Będzin)
- 23 bateria artylerii konnej (Częstochowa)